# Прскалица
Прскалица (или жижица) је врста ручне пиротехнике која је типично направљена од металне жице допола премазане пиротехничком смешом. Дизајнирана да гори од врха надоле на контролисани начин и карактерисана је бојеним пламеном, искрама и другим ефектима.
Праве се од апиричне (незапаљиве) металне жице дужине око 25 центиметара која је умочена у густу пиротехничку смешу и остављена да се сасуши.

## Хемија
У састав смеше улази оксиданс са металним прашком. Ту смешу везују декстрин или целулозни нитрат.
Метални прашак чини:
- Алуминијум, магнезијум или магналиј
- Гвожђе
- Титанијум
- Феротитан

Од металног прашка зависи боја и број искра прскалице.
Оксиданс чине:
- Калијум нитрат
- Баријум нитрат
- Стронцијум нитрат
- Калијум перхлорат
- Амонијум перхлорат

До колорације пламена долази употребом неких хлорида и нитрата метала.

## Безбедност
Током руковања прскалица могуће је доћи до опекотина и пожара.
Због веома високе температуре горења смеше може доћи до озбиљних опекотина и потенцијалне хемијске контаминације повреде као и пожара. Пиротехничка смеша гори на температури око 1100-1800 °C (зависи од оксиданса).
Искре горе на неколико стотина степени целзијуса и узрокујуе мало повреда јер је термална маса ниска, а контактно време са кожом веома мало.

## Историјат
Није познат податак када су настале прскалице, али се као њихов изумитељ у појединим изворима наводи Калиникос из Хелиополиса, архитекта, који је пребегао у Константинопољ, јер су га као јевреја прогонили муслимани. У овај град је примљен са највећим почастима. Њему се приписује да је створио „грчку ватру“, која се још назива и морском или воденом, јер се палила у додиру са водом. Ово је било оружје које је у неколико наврата спасило византијску војску; смеша коју су постављали на зидове утврђења и борбене лађе. Рецепт је чуван у тајности и до данас није одгонетнуто шта је она садржавала, али се зна да је пламен било готово немогуће угасити када би се једном разгорео. Претпоставља се да је садржавала нафту, смолу и сумпор, а можда и шалитру, мада је по неким мишљењима она каснији изум, као и гашени креч. Верује се и да је Калиникос у часовима доколице изумео и „мање опасну ватру“, која је претходила данашњој прскалици.

## Примена
Некада су се прскалице много више користиле као украс на новогодишњој јелци или просто као део поменутог славља, односно „кућни ватромет“. Данас, према писању „Забавника“, потиснуле су их петарде, које за разлику од прскалице, дају и звучне ефекте. Међутим, осим за новогодишње и божићне празнике, прскалице се користе на венчањима, посебно у западним земљама, где младенце засипају разнобојним искрама уместо конфетама или пиринчем.